# تاکاشی موری
تاکاشی موری (ژاپنی: 森 敬史؛ زادهٔ ۴ مارس ۱۹۸۵) یک بازیکن فوتبال اهل ژاپن است.
از باشگاه‌هایی که در آن بازی کرده‌است می‌توان به باشگاه فوتبال ناگویا گرامپوس اشاره کرد.